# Аврамово (област Кърджали)
Вижте пояснителната страница за други значения на Аврамово.
Авра̀мово е село в Южна България, община Ардино, област Кърджали.

## География
| Население по години | Население по години |
| ------------------- | ------------------- |
| 1934 г.             | 288 души            |
| 1946 г.             | 333 души            |
| 1956 г.             | 345 души            |
| 1975 г.             | 40 души             |
| 1985 г.             | 40 души             |
| 1992 г.             | 25 души             |
| 2001 г.             | 6 души              |
| 2011 г.             | 3 души              |
| 2019 г.             | 2 души              |

Село Аврамово се намира в най-източната част на Западните Родопи, на около 5 km на запад от река Боровица, която ги разграничава от Източните Родопи, около 18 km запад-северозападно от град Кърджали и 13 km север-североизточно от град Ардино.
Надморската височина на селото е около 630 – 640 m. На около километър и половина на юг от него и 300 m по-ниско тече река Арда, която на около 2 km югоизточно от селото се влива в язовир Кърджали.
По на 2 km (приблизително) от Аврамово се намират на запад селата Русалско и Сполука, а на юг отвъд река Арда – село Китница.
Непосредственият достъп до селото е по път без настилка и планински пътеки.
Големият спад в числеността на населението между 1956 г. и 1975 г. вероятно има връзка и с договора „За изселването на български граждани от турски произход, чиито близки роднини са се изселили в Турция до 1952 г.“, подписан между България и Турция на 22 март 1968 г.
Постройките в селото са изградени предимно с каменна зидария и покрити с каменни плочи. Към края на второто десетилетие на 21 век повечето от тях са изоставени и се рушат.

## История
Селото – тогава с име Ибрахимлер – е в България от 1912 г. Преименувано е на Аврамово с министерска заповед № 3775, обнародвана на 7 декември 1934 г.
Към 31 декември 1934 г. село Аврамово се състои от махалите Пустеник (Канооглулар) и Раница (Кара велилер).